# Château des Barthon de Montbas
Le château des Barthon de Montbas  est situé à Bellac, en France.

## Localisation
Le château est situé dans le département de la Haute-Vienne, sur la commune de Bellac.

## Description
Le château des Barthon de Montbas a été construit à l'extérieur de la ville murée dans le quartier Saint-Michel-hors-les-Murs construit aux portes de l’ancienne enceinte médiévale. Sa construction en L est agrémentée d'échauguettes aux angles du bâtiment.

## Historique
Le château date du XVIIe siècle. Actuellement il abrite l'hôtel de ville de la commune. Au XVIIIe siècle, Louis Barthon de Montbas fut le premier maire élu de la ville, en remplacement des consuls.